# 阿韦拉拉
阿韦拉拉（義大利語：Averara），是意大利贝加莫省的一个市镇。总面积10.56平方公里，人口196人，人口密度18.6人/平方公里（2009年）。国家统计（ISTAT）代码为016014。